# Societat Musical l'Illa de Benidorm
La Societat Musical l'Illa de Benidorm és una societat musical fundada el 1997 a Benidorm (la Marina Baixa), per a difondre el patrimoni musical i cultural valencià. La fan nàixer músics de Benidorm, alguns d'ells provinents de la Unió Musical de Benidorm, el 1997. En 1998 entrà a formar part de la Federació de Bandes de Música Valencianes. Més enllà de l'àmbit comarcal, la banda ha realitzat concerts per Aragó, el País Basc, Castella i Lleó, Madrid, Portugal i Itàlia. Ha sigut guardonada amb primers premis a tots els certàmens als que ha acudit.

## Directors de la banda
- Joan Espinosa Zaragoza
- Josep Cano Gracià[1]
- Felipe Juan Lanuza Morales

## Discografia[calcitació]
La Societat Musical ha enregistrat, un total de sis discos:
- Societat Musical L'Illa de Benidorm (2001)
- Música de penyes (2002)
- Les Set Llunes (2008)
- Vent de L'Illa (2010)[2]
- Música al carrer (Conjuntament amb la Banda Jove d'Altea i l'Ateneu Musical de la Vila Joiosa) (2013)
- Semana Santa en Benidorm (2018)[3]

## Premis
- Primer premi i Menció d'Honor del Certamen Provincial de Bandes de la Diputació d'Alacant i del Certamen Autonòmic de Bandes de la Comunitat Valenciana (2002)
- Primer premi del Certamen de Música Festera d'Altea la Vella (2008)[4]
- Primer premi i Menció d'Honor del Certamen Provincial de Bandes de la Diputació d'Alacant (2021)[5]